# Arthas
Arthas Menethil er en fiktiv person, der i Warcraft-universet er den sidste prins af landet Lordaeron.

## Biografi
Røber information om slutningen af Arthas: Rise of the Lich King

### Scourge

#### I Northrend
Langt nordpå, i Northrend, mødte han en af sine venner, dværgen Muradin Bronzebeard hvis bror er konge af dværgene.Muradin havde også problemer med Scourge så de aftalte at hjælpes ad.
Og de endte med (efter The Lich Kings hensigter) at komme frem til Frostmourne.
Men da de trådte ind på den plads hvor sværdet stod i sin blok læste Muradin fra blokken "Vær Advaret! Dette sværd er forhekset. Den der rør det må leve et liv der ikke kan leves." hvorefter han sagde "Jeg vidste det! Dette sværd er forbandet! Kom lad os gå igen, Arthas! Dette her skal vi ikke have noget at gøre med!" Men Arthas mente nærmere at det bare var overtro, så Arthas gik hen til Frostmourne og sværgede at han ville give alt bare han kunne blive dets mester.Et lyn slog ned fra himlen og dræbte Muradin og derefter eksploderede den isblok Frostmourne var fanget i.Nu var Frostmournes nye mester Arthas Menethil.Da han kom tilbage til lejren løj han for sine mænd om hvad der skete med Muradin. Han sagde at Muradin var "faldet" i kamp.
Herefter rejste han videre hjem.

## I Warcraft 3
Røber information om slutningen af The Frozen Throne spillet
Arthas Menethil er en paladin figur fra Warcraft 3 og udvidelsespakken The Frozen Throne.
Hans folk bliver dræbt af en pest som blev spredt af Scourge (Svøben), og han bliver syg efter hævn.
Han beslutter at rejse til Northrend for at hente det magtfulde sværd Frostmourne.
Undervejs til Northrend dræber han en necromancer som kommer til at ændre det meste af hans liv: Kel'Thuzad.

## Besættelsen
Under hjemrejsen blev Arthas mere og mere besat af Frostmourne og da han til sidst kom hjem til Lordaeron var han så besat at han dræbte sin egen far med ordene "Dette kongerige skal falde, og fra askerne skal et nyt rejse sig!".

## Kel'Thuzad
Efter han havde dræbt sin far tog han ud på togter. For at sprede pest og pinefulde år i Lordaeron, mødte han Dreadlorden Tichondrius som fortalte ham om Scourge og at Arthas var så stærk at han måtte komme med i den hvis han hjalp med nogle ting...
Arthas accepterede og hjalp til. Men på et tidspunkt begyndte han at blive hjemsøgt af et bekendt spøgelse, necromanceren Kel'Thuzad. Han fortalte Arthas at han ikke skulle lytte til Dreadlorden, for han ville bare (i samarbejde med sine brødre) lave mytteri og dræbe The Lich King en gang for alle. Kel'Thuzad kom også med en mission der lød næsten umulig: Få Kel'Thuzads spøgelse genvækket som Lich.
Men Arthas accepterede og skaffede de ting der skulle bruges. Han invaderede Lordaeron igen (denne gang overlevede landet det ikke) og elvernes rige, Quel'Thalas lå i ruiner efter ham.
Det første der så skete da Kel'Thuzad trækkede vejret igen var at tilkalde den stærke eredar-dæmon Archimonde.
Herefter var Arthas ude på flere togter, bare sammen med en ny ven, Kel'Thuzad.

## Illidan og The Frozen Throne
Noget tid efter Archimondes fald ved The World Tree fik en dæmonsk natelver med navnet Illidan Stormrage en mission: At ødelægge The Frozen Trone.
Dette mærkede The Lich King og sendte straks bud efter sin bedste Death Knight, Prins Arthas Menethil.
Arthas og Illidan mødte hinanden lige uden for porten til The Frozen Trone men med hver deres hensigter: Illidan for at ødelægge den, Arthas for at beskytte den. Det blev en heftig kamp men endte med at Arthas vandt.
Her efter gik Arthas op til The Lich King som gjorde dem til én og samme person, Arthas Menethil, The Lich King.

## World of Warcraft
I World of Warcraft-udvidelsespakken Wrath of the Lich King sætter Arthas alt ind for at erobre verden med sine udøde hære kaldt The Scourge (Svøben). Efter at han forsøgte et snigangrib på Alliancens og Hordens hovedstæder, drager de mod Northrend og mødte ham første gang i Dragonblight ved porten ind til Icecrown kaldet Wrathgate. Slaget gik ikke som ventet, men til sidst bliver Arthas besejret med hjælp af en blanding af forskellige fraktioner som f.eks. dragernes råd.